# Prepple Houmb
Per Øivind Houmb, surnommé Prepple Houmb, né le 14 mars 1964 à Trondheim, est un chanteur norvégien. 
Il chante notamment dans le groupe de rock des DumDum Boys, et il a anciennement fait partie du groupe Wannskrækk, et était le batteur des Belsen Boys et bassiste du groupe Betty Bohm Bang Band.